# Spacecurl

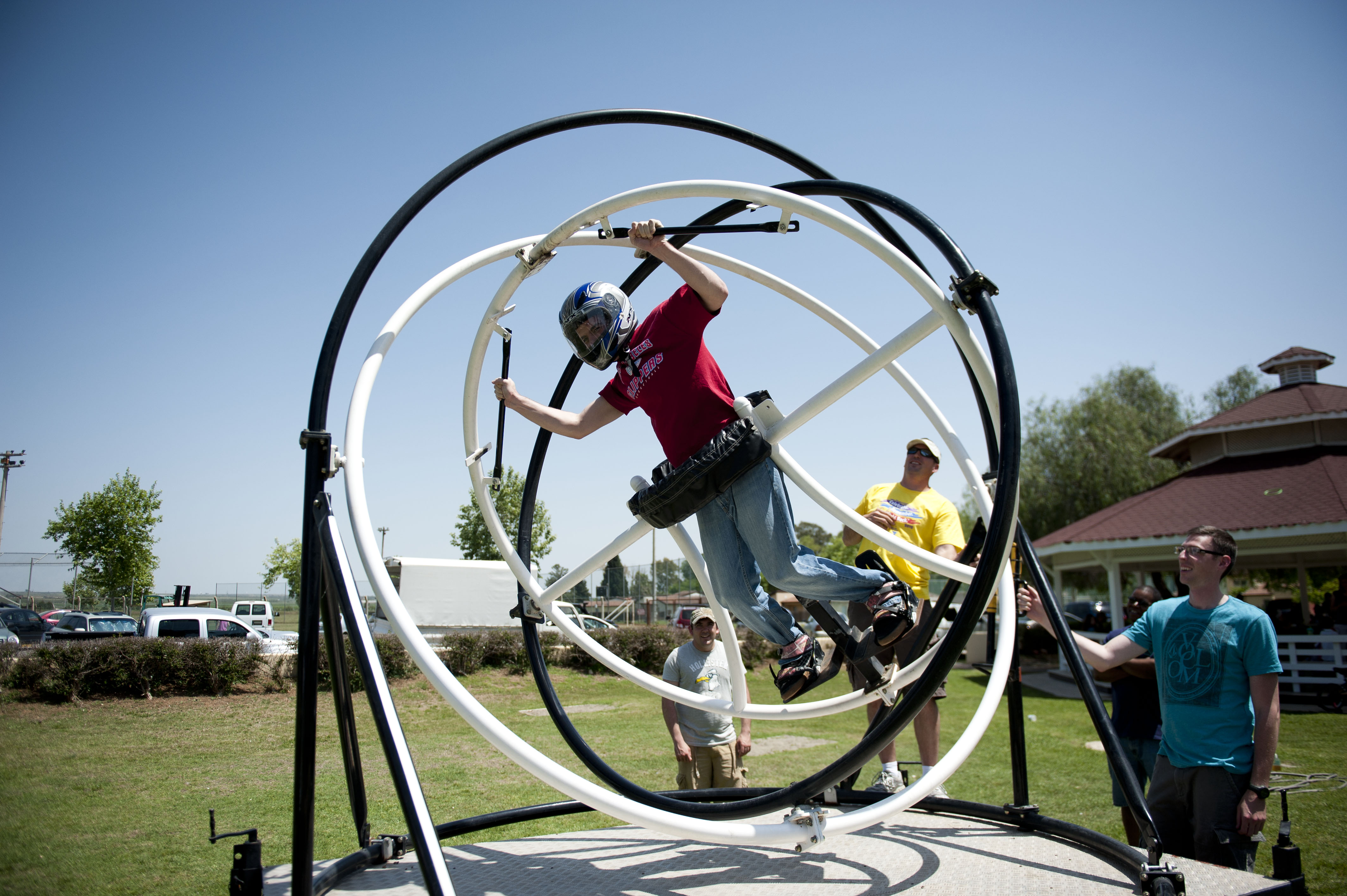
Spacecurl oder Aerotrim

Ein Spacecurl oder Aerotrim ist ein  dreiachsiges Trainings- und Therapiegerät nach dem Prinzip eines Gyroskops, in dem ein Mensch aufrecht steht und sich durch eigene Bewegung bzw. Gewichtsverlagerung quasi in allen Ebenen des Raums bewegen kann.
Ursprünglich wurden Geräte nach solch einem kardanischen Prinzip in Deutschland zum Pilotentraining entwickelt. Ähnliche Geräte (teilweise mit Sitz und Motor) wurden von der NASA zum Astronautentraining eingesetzt.
In der Medizin wird der Spacecurl/Aerotrim als Therapiegerät für das Training der Wirbelsäule oder auch zur Therapie neurologischer Erkrankungen (wie z. B. Morbus Parkinson) eingesetzt. Durch die Bewegung darin soll die Muskulatur gekräftigt sowie die Körperwahrnehmung und die Koordination verbessert oder wiederhergestellt werden.
Der Übende wird mit einer Fußfixation und Beckenpolstern im System gesichert.